# 馬里亞諾·阿里斯塔
何塞·馬里亞諾·阿里斯塔（西班牙語：José Mariano Arista；1802年7月26日—1855年8月7日）是一位墨西哥將軍，在總統何塞·華金·德·埃雷拉任內擔任戰爭部長。1851年取代埃雷拉成為墨西哥總統，直到1853年辭職。阿里斯塔隨後移居歐洲，1855年在葡萄牙里斯本去世。

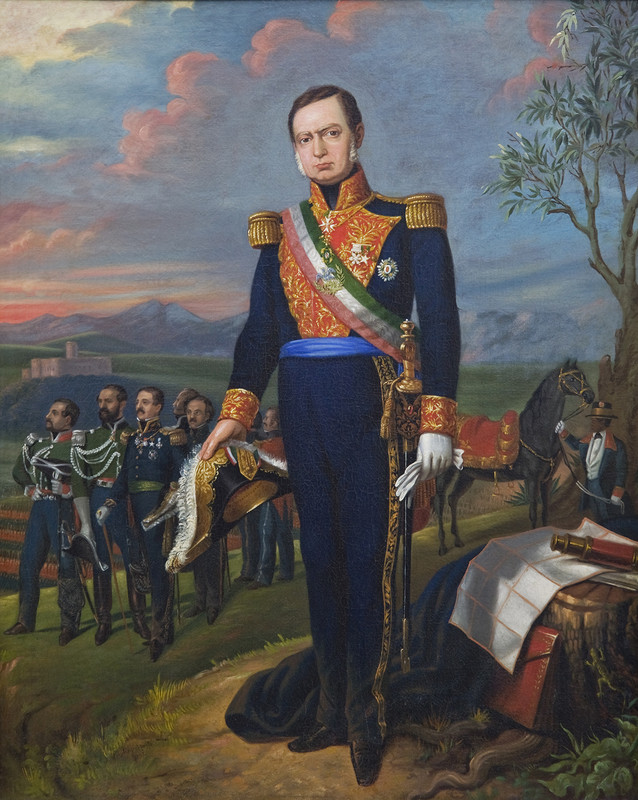
馬里亞諾·阿里斯塔